# Tomasz Siemiradzki
Tomasz Siemiradzki (ur. 1 marca?/13 marca 1859 w Nowogródku, zm. 26 marca 1940 w Cleveland w USA) – polski historyk emigracyjny, działacz polonijny. 

## Życiorys
Studiował na Uniwersytecie w Petersburgu. Następnie był nauczycielem historii w Niemczech, Polsce i USA. Od 1896 uczył historii oraz łaciny i greki w Seminarium Polskim w  Orchard Lake. Od 1901 dziennikarz prasy polonijnej m.in. „Zgoda”, „Dziennik Związkowy” w Chicago, „Wiadomości Codzienne” w Cleveland. 

## Odznaczenia
- Krzyż Komandorski Orderu Odrodzenia Polski (1924)[1],
- Krzyż Niepodległości (3 czerwca 1933)[2][3],
- Srebrny Wawrzyn Akademicki (5 listopada 1935)[4].

## Wybrane publikacje
- Najważniejsze wypadki w wieku XIX, oraz przepowiednie na wiek XX, Toledo, Ohio: Antoni A. Paryski 1900.
- Porozbiorowe dzieje Polski, czyli Jak naród polski walczył za ojczyznę, t. 1, Toledo, Ohio: A. A. Paryski 1900 (wiele wydań).
- Wojna Polsko-Rosyjska w r. 1863 w świetle prawno-politycznem : rzut oka na ostatni okres dziejów Polski porozbiorowej,  Toledo, Ohio: A. A. Paryski 1901.
- Memoryał organizacyi polskich i prasy polskiej w Stanach Zjednoczonych Ameryki Północnej w sprawie prześladowania ludu polskiego w Prusiech, a szczególnie z okazyi zapowiedzianego przez rząd pruski nowego prawa o wywłaszczeniu przymusowem Polaków : do ludu w Stanach Zjednoczonych i do wszystkich narodów świata cywilizowanego,  Chicago : W. Dyniewicz 1907.
- Dzieje polityczne Polski w zarysie, Chicago 1912.
- Historya dzisiejszej chwili : ciąg dalszy artykułów politycznych prof. T. Siemiradzkiego, Chicago: Centr. Kom. Obrony Narodowej 1916.
- „Bierz i czytaj”: dla uświadomienia ludu polskiego na wychodźtwie [!] w St. Zj., Cleveland: „Narodowiec” 1916.
- Boje o Warszawę ; Powstanie Kościuszki ; Powstanie styczniowe, Kurytyba, Parana: „Gazeta Polska w Brazylii” 1939.